# Lyssomanes devotoi
Lyssomanes devotoi är en spindelart som beskrevs av Cândido Firmino de Mello-Leitão 1917. 
Lyssomanes devotoi ingår i släktet Lyssomanes och familjen hoppspindlar. Inga underarter finns listade i Catalogue of Life.